# Алгебарска топологија
Алгебарска топологија је грана математике која се користи алатима апстрактне алгебре у проучавању тополошких простора. Основни циљ је проналажење алгебарских инваријанти које класификују тополошке просторе до на хомеоморфизам. У многим ситуацијама је ово исувише амбициозно, па је разумније поставити скромнији циљ, класификација до на хомотопску еквиваленцију.
Мада алгебарска топологија обично користи алгебру за проучавање тополошких проблема, обратан случај, коришћење топологије за решавање алгебарских проблема, је такође понекад могућ. Алгебарска топологија на пример, омогућава згодан доказ да је свака подгрупа слободне групе такође слободна група.

## Главне гране алгебарске топологије
Испод су неке од главних области које се проучавају у алгебарској топологији:

### Хомотопске групе
У математици се хомотопијске групе користе у алгебарској топологији за класификацију тополошких простора. Прва и најједноставнија хомотопска група је основна група, која бележи информације о петљама у простору. Интуитивно, хомотопске групе бележе информације о основном облику, или рупама, тополошког простора.

### Хомологија
У алгебарској топологији и апстрактној алгебри, хомологија (делимично од грчког ὁμός homos „идентичан“) је одређена општа процедура за повезивање низа абелових група или модула са датим математичким објектом као што је тополошки простор или група.

### Кохомологија
У теорији хомологије и алгебарској топологији, кохомологија је општи термин за низ абелових група дефинисаних из коланчаног комплекса. То јест, кохомологија је дефинисана као апстрактно проучавање коланаца, коциклуса и кограница. Кохомологија се може посматрати као метод додељивања алгебарских инваријанти тополошком простору који има префињенију алгебарску структуру од хомологије. Кохомологија произилази из алгебарске дуализације конструкције хомологије. У мање апстрактном језику, коланци у фундаменталном смислу треба да приписују 'количине' ланцима теорије хомологије.

### Многострукост
Многострукост је тополошки простор који у близини сваке тачке подсећа на Еуклидов простор. Примери укључују раван, сферу и торус, који се сви могу реализовати у три димензије, али и Клајнова боца и реална пројективна раван која се не може уградити у три димензије, али се може уградити у четири димензије. Типично, резултати у алгебарској топологији се фокусирају на глобалне, недиференцирајуће аспекте многострукости; на пример Поенкареов дуалитет.

### Теорија чворова
Теорија чворова је проучавање математичких чворова. Док је инспирисан чворовима који се појављују у свакодневном животу у пертлама и конопцу, математички чвор се разликује по томе што су крајеви спојени тако да се не може расплести. Прецизним математичким језиком, чвор је уграђивање круга у 3-димензионални еуклидски простор, {\displaystyle \mathbb {R} ^{3}}. Два математичка чвора су еквивалентна ако се један може трансформисати у други путем деформације {\displaystyle \mathbb {R} ^{3}} на себи (познато као амбијентална изотопија); ове трансформације одговарају манипулацијама везаним низом које не укључују пресецање нити или провлачење низа кроз себе.

### Комплекси
Симплицијални комплекс је тополошки простор одређене врсте, конструисан „лепљењем“ тачака, сегмената правих, троуглова и њихових n-димензионалних парњака (види илустрацију). Симплициалне комплексе не треба мешати са апстрактнијим појмом симплицијалног скупа који се појављује у савременој теорији симплицијске хомотопије. Чисто комбинаторни пандан симплицијалном комплексу је апстрактни симплицијски комплекс.
CW комплекс је тип тополошког простора који је увео Џ. Х. К. Вајтхед да би задовољио потребе теорије хомотопије. Ова класа простора је шира и има нека боља категоричка својства од симплицијских комплекса, али и даље задржава комбинаторну природу која омогућава рачунање (често са много мањим комплексом).

## Метода алгебарских инваријанти
Старији назив за предмет био је комбинаторна топологија, што је подразумевало нагласак на томе како је простор X конструисан од једноставнијих (савремени стандардни алат за такву конструкцију је CW комплекс). Током 1920-их и 1930-их, све је већи нагласак на истраживању тополошких простора проналажењем кореспонденције између њих са алгебарским групама, што је довело до промене имена у алгебарску топологију. Назив комбинаторне топологије се још увек понекад користи да би се нагласио алгоритамски приступ заснован на декомпозицији простора.
У алгебарском приступу проналази се кореспонденција између простора и група која поштује однос хомеоморфизма (или општије хомотопије) простора. Ово омогућава да се изјаве о тополошким просторима преобликују у исказе о групама, које имају велику структуру којом се може управљати, што често чини ове изјаве лакшима за доказивање. Два главна начина на која се то може урадити су кроз фундаменталне групе, или уопштеније хомотопијске теорије, и кроз хомолошке и кохомолошке групе. Фундаменталне групе дају основне информације о структури тополошког простора, али су често неабеловске и може бити тешко радити са њима. Основна група (коначног) симплицијског комплекса има коначну презентацију.
Хомолошке и кохомолошке групе, с друге стране, су абелове и у многим важним случајевима коначно генерисане. Коначно генерисане абелове групе су потпуно класификоване и са њима је посебно лако радити.